# Clase Niels Juel
La Clase Niels Juel son una serie de corbetas de la Real Armada de Dinamarca, de las cuales se han construido tres unidades. Se construyeron en Dinamarca en el astillero de Aalborg y se botaron en el período 1978–1980. En 1998-2000, las tres embarcaciones tuvieron una actualización de mediana edad, así como una gran actualización de sus sistemas eléctricos.
Los tres barcos se llamaron Niels Juel (abreviatura de la OTAN NIJU), Olfert Fischer (abreviatura de la OTAN OLFI) y Peter Tordenskiold (abreviatura de la OTAN PETO). Los tres barcos fueron nombrados después de famosos almirantes daneses, con la excepción de Peter Tordenskjold, un oficial nacido en Noruega que sirvió durante la unión personal de Noruega y Dinamarca desde 1415 hasta 1814.
Estos barcos fueron reemplazados por las fragatas de la clase Iver Huitfeldt. Los tres barcos se retiraron en 2009 y se desecharon en 2013 en Munkebo, Dinamarca.

## Diseño
Durante la actualización de mediana edad, las corbetas se modificaron para poder utilizar el sistema de carga útil de la misión StanFlex modular; se instalaron dos ranuras para módulos detrás de la superestructura.

## Deberes

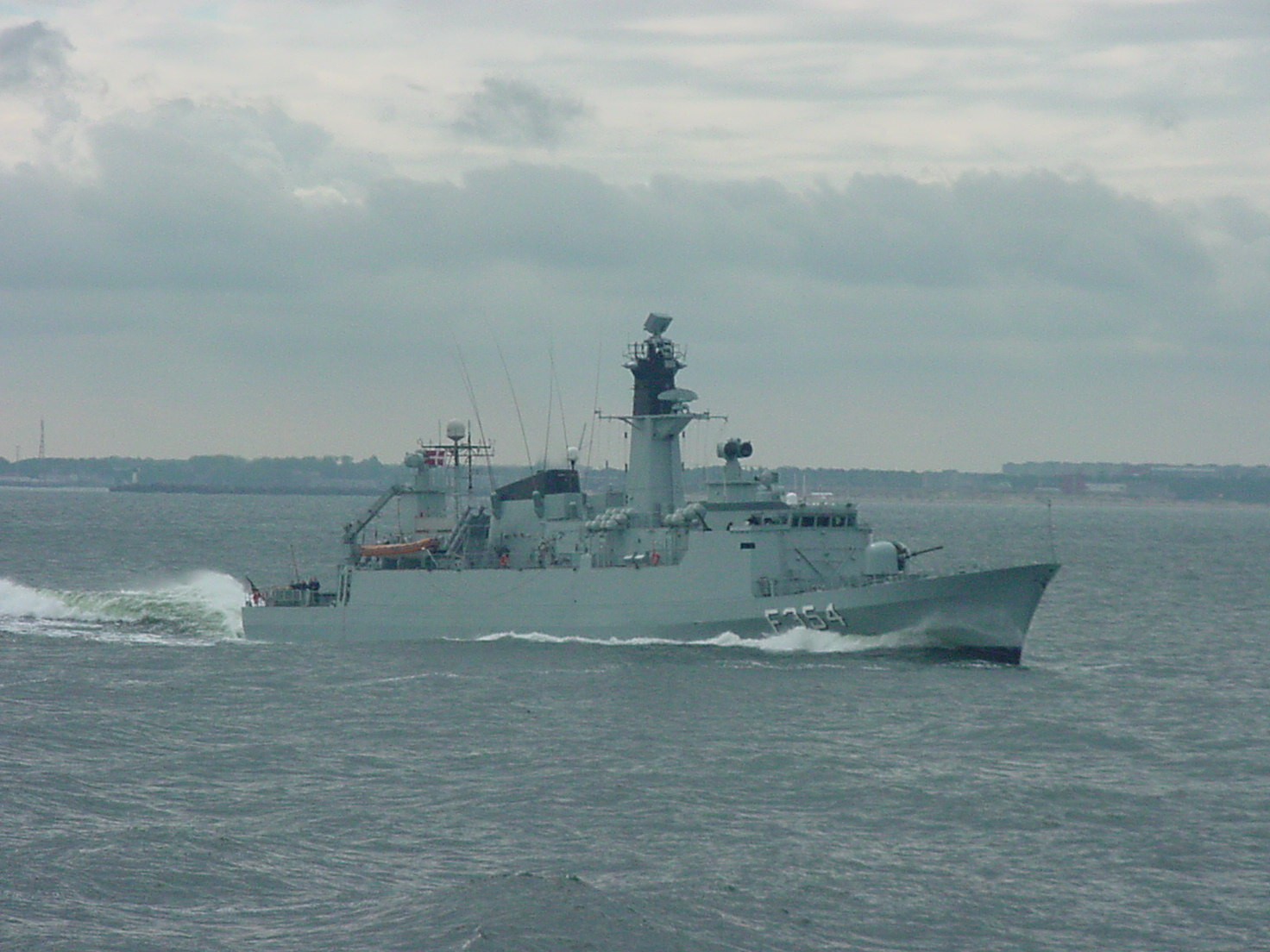
La Niels Juel en el Mar Báltico, en junio de 2005.

Las corbetas desempeñaron un papel activo en la resolución de un amplio espectro de tareas, incluida la escolta y la protección de otros buques. Fueron construidos de acuerdo con los requisitos de la Guerra Fría, en particular la necesidad de vigilancia y el deber de convoy en los cinturones daneses de importancia estratégica. Como muchos de los activos construidos durante este período, adaptarlo a las necesidades cambiantes en el período posterior a la Guerra Fría fue un desafío, pero la clase Niels Juel se benefició de su construcción desde el principio como buques austeros y económicos con un gran número de posibles roles a jugar. También entre las diversas tareas para las corbetas se encontraban los deberes de guardacostas en las aguas nacionales danesas, así como recopilación de inteligencia.

## Unidades
| Nombre                         | Número | Puesto en grada        | Botado                | Puesto en servicio    | Dado de baja         | Estado             |
| ------------------------------ | ------ | ---------------------- | --------------------- | --------------------- | -------------------- | ------------------ |
| HDMS Niels Juel (F354)         | F354   | 20 de octubre de 1977  | 17 de febrero de 1978 | 26 de agosto de 1980  | 18 de agosto de 2009 | Desguazado en 2013 |
| HDMS Olfert Fischer (F355)     | F355   | 6 de diciembre de 1978 | 12 de enero de 1980   | 16 de octubre de 1981 | 18 de agosto de 2009 | Desguazado en 2013 |
| HDMS Peter Tordenskiold (F356) | F356   | 3 de diciembre de 1979 | 30 de abril de 1980   | 2 de abril de 1982    | 18 de agosto de 2009 | Desguazado en 2013 |